# Akani Simbine
Akani Simbine (né le 21 septembre 1993 à Kempton Park) est un athlète sud-africain, spécialiste du sprint.

## Biographie
Son record sur 100 m, qui est aussi le record national, est de 9 s 89, réalisé à Székesfehérvar le 18 juillet 2016. Il détient en outre avec Henricho Bruintjies, Simon Magakwe et Ncincihli Titi le record du relais 4 x 100 m sud-africain en 38 s 35 depuis les Jeux du Commonwealth de 2014 à Glasgow. 
Il participe en 2013 à ses premiers Championnats du monde sur 100 m et réalise 10 s 38 (-0,3 m/s) en série.
En tant qu'étudiant en sciences de l'information de l'université de Pretoria, le 9 juillet 2015, en battant le record des championnats universitaires, il égale le record national du 100 m à Gwangju en 9 s 97. Le 25 août 2015, il bat son record personnel du 200 m en 20 s 23 en séries des Championnats du monde à Pékin. Le 8 mars 2016, il bat d'un centième le record du 100 m qu'il co-détenait à Pretoria.
Le 23 juin 2016, il remporte la médaille de bronze des Championnats d'Afrique sur 100 m en 10 s 05, derrière Ben Youssef Meïté (9 s 95) et Mosito Lehata (10 s 04). Avec le relais, il obtient le titre continental. Le 18 juillet 2016, il bat lors du mémorial István-Gyulai à Székesfehérvár le record national du 100 m, en 9 s 89, en bénéficiant d'un vent de + 1,9 m/s. Dans le même meeting, il améliore également son record personnel du 200 m. À la fin de la saison, il participe aux Jeux olympiques de Rio de Janeiro et se classe cinquième de la finale du 100 m en 9 s 94.
Le 9 avril 2018, Akani Simbine remporte la médaille d'or des Jeux du Commonwealth de Gold Coast en 10 s 03, devant son compatriote Henricho Bruintjies (10 s 17). Après les Jeux, Simbine réalise par deux fois le temps de 10 s 13, pour terminer 5e du Golden Gala de Rome et 2e du Golden Spike Ostrava. Le 22 juin, en séries du Meeting de Madrid, il court son premier 100 m de la saison sous les 10 secondes, en 9 s 98 (0,0 m/s). En finale, il termine 3e en 10 s 01 (+ 0,2 m/s) derrière le Chinois Su Bingtian (9 s 91, record d'Asie) et l'Italien Filippo Tortu (9 s 99, record d'Italie). Le 30 juin, au Meeting de Paris, il améliore son meilleur temps de la saison à 9 s 94, pour terminer 4e de la course derrière Ronnie Baker (9 s 88), Jimmy Vicaut (9 s 91) et Su Bingtian (9 s 91).
Le 12 mai 2019, lors des Relais mondiaux, il bat le record d’Afrique du relais 4 x 200 m en 1 min 20 s 42 avec ses coéquipiers Simon Magakwe, Chederick van Wyk et Sinesipho Dambile. Il se classe 4e des championnats du monde 2019 à Doha sur 100 m en 9 s 93 et 5e du relais 4 × 100 m, avec un record d'Afrique de 37 s 65 en séries.
Le 6 juillet 2021, Simbine s'impose sur 100 m lors du meeting de Székesfehérvár en 9 s 94, nouveau record d'Afrique et deuxième meilleure performance mondiale de l'année, là même où il avait établi son précédent record personnel sur la distance en 2016. Il remporte quelques heures plus tard le 200 m du meeting en 20 s 25, malgré un vent défavorable.

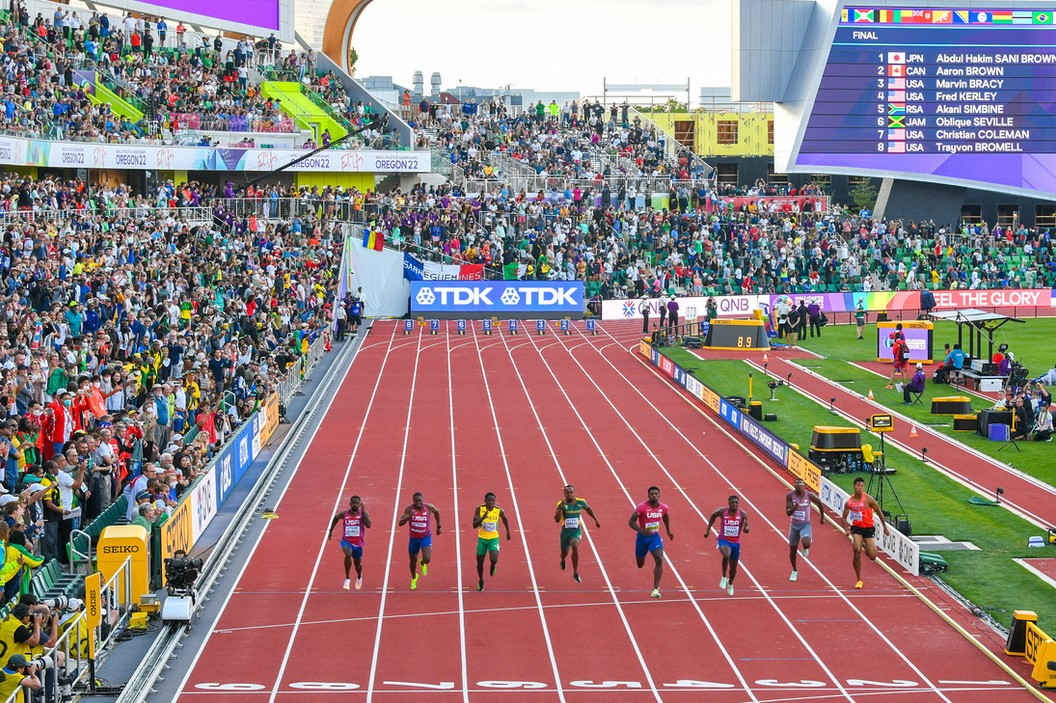
Akani Simbine (couloir n°5) lors de la finale du 100 m des championnats du monde 2022.

Lors des championnats d'Afrique de Saint-Pierre il s'incline devant le Kényan Ferdinand Omanyala en 9 s 93 (+4,5 m/s), pour trois millièmes de seconde.
En juillet 2024, Akani Simbine est nommé porte-drapeau de la délégation sud-africaine aux Jeux olympiques de 2024 en compagnie de la gymnaste artistique Caitlin Rooskrantz. Il termine 4e du 100 m des Jeux, malgré un nouveau record national à 9 s 82.

## Palmarès
| Date | Compétition            | Lieu             | Résultat | Épreuve   | Temps         |
| ---- | ---------------------- | ---------------- | -------- | --------- | ------------- |
| 2014 | Jeux du Commonwealth   | Glasgow          | 5e       | 200 m     | 20 s 37       |
| 2014 | Jeux du Commonwealth   | Glasgow          | 4e       | 4 × 100 m | 38 s 35       |
| 2014 | Championnats d'Afrique | Marrakech        | 8e       | 100 m     | 13 s 14       |
| 2015 | Universiade            | Gwangju          | 1er      | 100 m     | 9 s 97        |
| 2015 | Universiade            | Gwangju          | 3e       | 4 × 100 m | 39 s 68       |
| 2016 | Championnats d'Afrique | Durban           | 3e       | 100 m     | 10 s 05       |
| 2016 | Championnats d'Afrique | Durban           | 1er      | 4 x 100 m | 38 s 84       |
| 2016 | Jeux olympiques        | Rio de Janeiro   | 5e       | 100 m     | 9 s 94        |
| 2016 | Ligue de diamant       | Ligue de diamant | 3e       | 100 m     | détails       |
| 2017 | Championnats du monde  | Londres          | 5e       | 100 m     | 10 s 01       |
| 2017 | Ligue de diamant       | Ligue de diamant | 6e       | 100 m     | 10 s 10       |
| 2018 | Jeux du Commonwealth   | Gold Coast       | 1er      | 100 m     | 10 s 03       |
| 2018 | Jeux du Commonwealth   | Gold Coast       | 2e       | 4 × 100 m | 38 s 24       |
| 2018 | Championnats d'Afrique | Asaba            | 1er      | 100 m     | 10 s 25       |
| 2018 | Championnats d'Afrique | Asaba            | 1er      | 4 x 100 m | 38 s 25       |
| 2018 | Ligue de diamant       | Ligue de diamant | 5e       | 100 m     | 10 s 03       |
| 2018 | Coupe continentale     | Ostrava          | 3e       | 100 m     | 10 s 11       |
| 2019 | Relais mondiaux        | Yokohama         | 2e       | 4 x 200 m | 1 min 20 s 42 |
| 2019 | Ligue de diamant       | Ligue de diamant | 5e       | 100 m     | 10 s 10       |
| 2019 | Championnats du monde  | Doha             | 4e       | 100 m     | 9 s 93        |
| 2019 | Championnats du monde  | Doha             | 5e       | 4 x 100 m | 37 s 73       |
| 2021 | Relais mondiaux        | Chorzów          | 1er      | 4 x 100 m | 38 s 71       |
| 2021 | Jeux olympiques        | Tokyo            | 4e       | 100 m     | 9 s 93        |
| 2022 | Championnats d'Afrique | Saint-Pierre     | 2e       | 100 m     | 9 s 93        |
| 2022 | Championnats du monde  | Eugene           | 5e       | 100 m     | 10 s 01       |
| 2022 | Championnats du monde  | Eugene           | 6e       | 4 × 100 m | 38 s 10       |
| 2022 | Jeux du Commonwealth   | Birmingham       | 2e       | 100 m     | 10 s 13       |
| 2023 | Championnats du monde  | Budapest         | finale   | 4 × 100 m | DNF           |
| 2024 | Jeux olympiques        | Paris            | 4e       | 100 m     | 9 s 82        |
| 2024 | Jeux olympiques        | Paris            | 2e       | 4 × 100 m | 37 s 57       |

## Records

### Records personnels
| Épreuve | Temps       | Lieu     | Date        |
| ------- | ----------- | -------- | ----------- |
| 100 m   | 9 s 82 (NR) | Paris    | 4 août 2024 |
| 200 m   | 19 s 95     | Pretoria | 4 mars 2017 |

### Meilleures performances par année
| Année | Temps   | Date             | Lieu           | Rang |
| ----- | ------- | ---------------- | -------------- | ---- |
| 2012  | 10 s 19 | 11 décembre 2012 | Lusaka         |      |
| 2013  | 10 s 36 | 7 juillet 2013   | Kazan          |      |
| 2014  | 10 s 02 | 12 avril 2014    | Pretoria       | 21   |
| 2015  | 9 s 97  | 9 juillet 2015   | Gwangju        | 20   |
| 2016  | 9 s 89  | 18 juillet 2016  | Székesfehérvár | 5    |
| 2017  | 9 s 92  | 18 mars 2017     | Pretoria       | 4    |
| 2018  | 9 s 93  | 21 juillet 2018  | Londres        | 9    |
| 2019  | 9 s 93  | 20 juillet 2019  | Londres        |      |
| 2020  | 9 s 91  | 14 mai 2020      | Pretoria       |      |
| 2021  | 9 s 84  | 6 juillet 2021   | Székesfehérvár |      |
| 2022  | 9 s 97  | 16 juillet 2022  | Eugene         |      |
| 2023  | 9 s 92  | 30 mars 2023     | Potchefstroom  |      |
| 2024  | 9 s 82  | 4 août 2024      | Paris          |      |

| Année | Temps   | Date             | Lieu           | Rang |
| ----- | ------- | ---------------- | -------------- | ---- |
| 2012  | 20 s 68 | 12 décembre 2012 | Lusaka         |      |
| 2013  | 20 s 79 | 9 mars 2013      | Pretoria       |      |
| 2014  | 20 s 37 | 31 juillet 2014  | Glasgow        | 45   |
| 2015  | 20 s 23 | 25 août 2015     | Pékin          |      |
| 2016  | 20 s 16 | 18 juillet 2016  | Székesfehérvár | 28   |
| 2017  | 19 s 95 | 4 mars 2017      | Pretoria       | 5    |
| 2018  | —       |                  |                |      |
| 2019  | 20 s 27 | 27 avril 2019    | Germiston      |      |